# Capitella intermedia
Capitella intermedia är en ringmaskart som beskrevs av Voldemar Czerniavsky 1881. Capitella intermedia ingår i släktet Capitella och familjen Capitellidae. Inga underarter finns listade i Catalogue of Life.